# Hebmüller

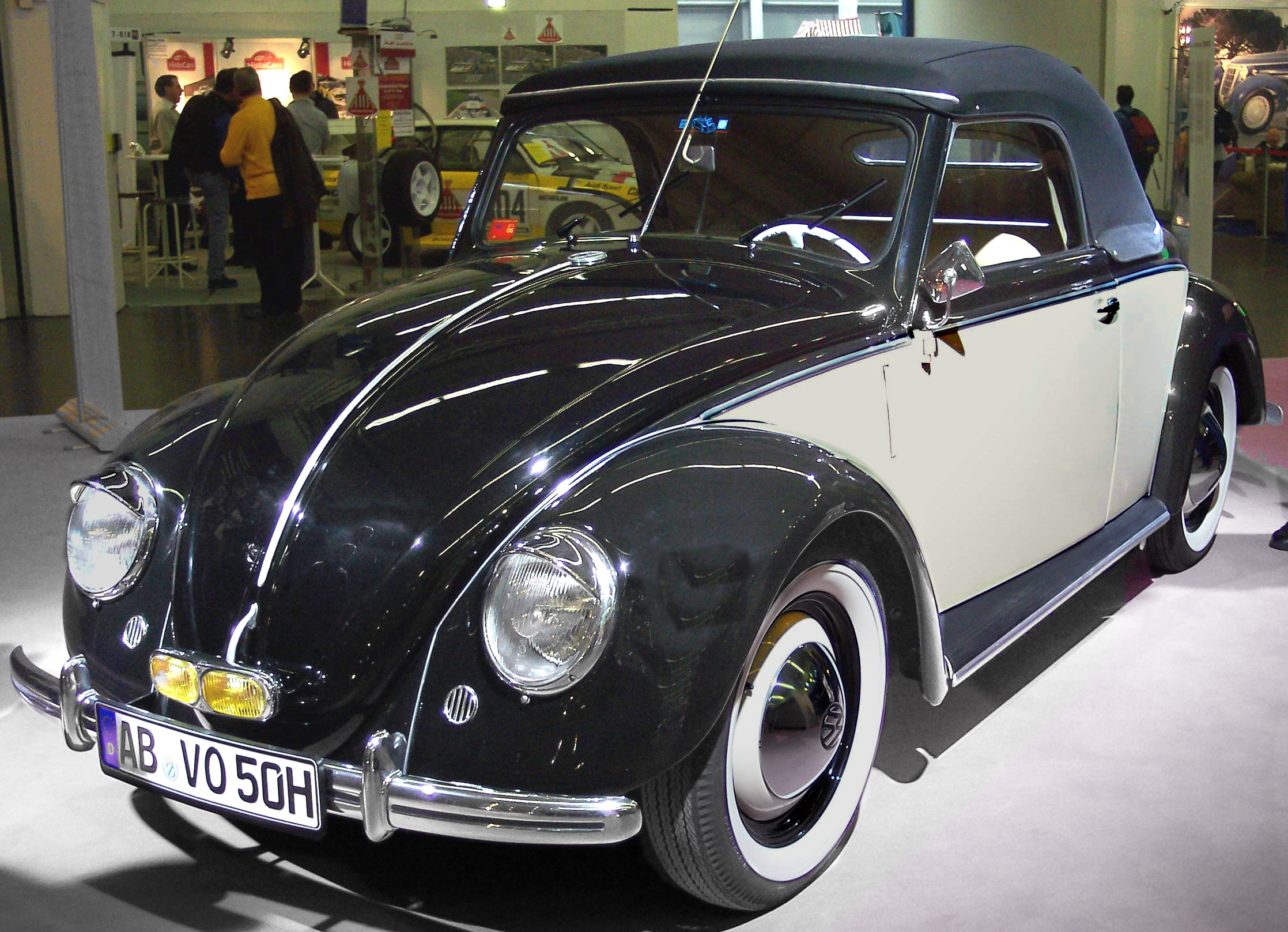
VW Hebmüller-Cabriolet

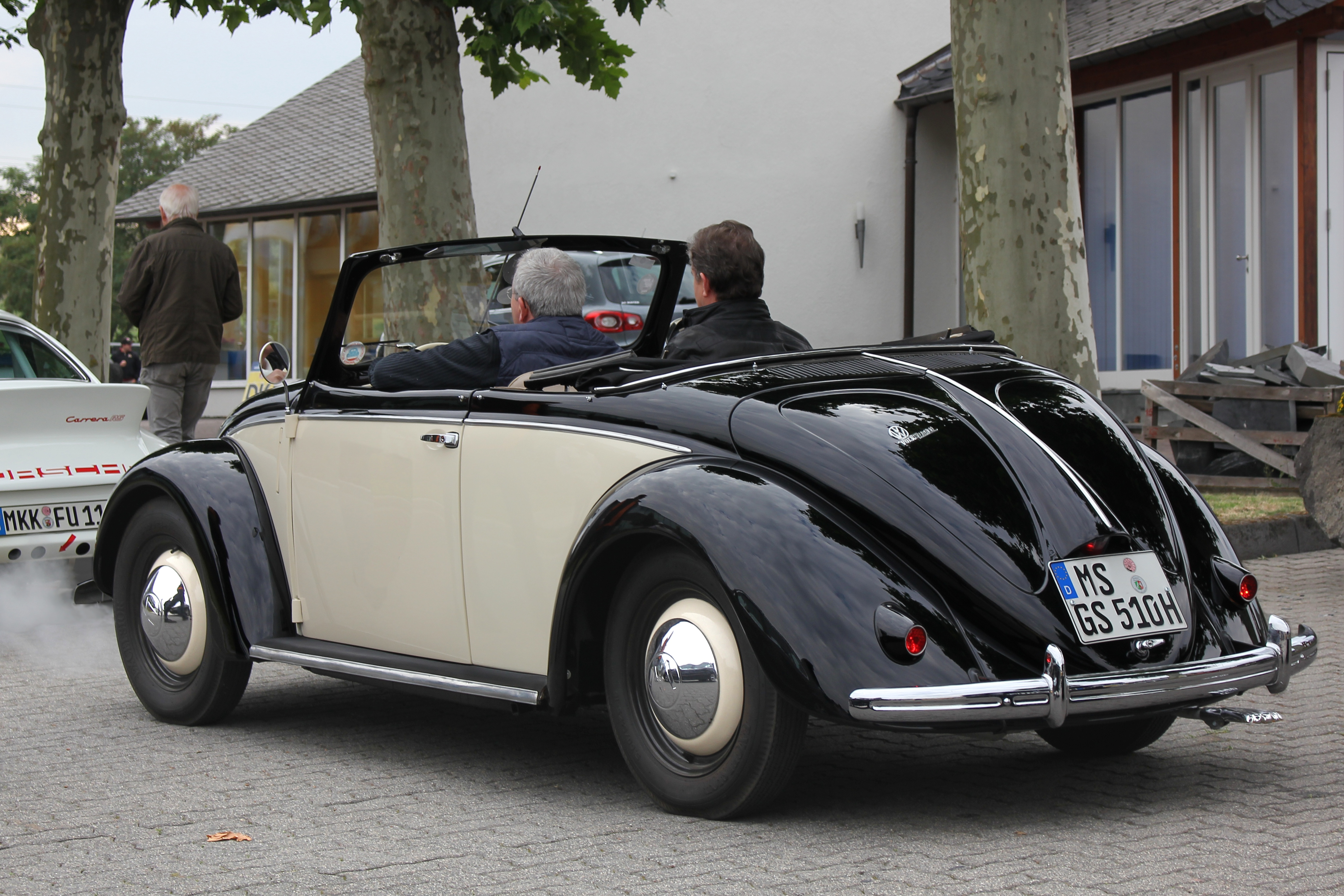
Zweisitzer mit länger gezogenem Heck als beim Basismodell

Die Karosseriewerke Joseph Hebmüller Söhne, bekannt in der Kurzform „Karosserie Hebmüller“, waren ein Hersteller von Fahrzeugaufbauten für die verschiedensten Automobilmarken. Joseph Hebmüller (* 29. September 1865 in Osznaggern; † 2. Januar 1919) hatte 1889 das in Konkurs geratene Unternehmen eines Kutschenbauers in Barmen (gehört heute zu Wuppertal) übernommen und unter seinem Namen fortgeführt.

## Geschichte

### Die Anfänge des Unternehmens
Joseph Hebmüller stammte von einem Hof im ehemaligen Ostpreußen, war gelernter Stellmacher und kam als junger Mann zunächst nach Elberfeld (heute zu Wuppertal), bevor er eine Stelle bei dem Wagenbauer Sauer in Barmen fand. Sauer machte Konkurs, woraufhin Hebmüller am 18. Oktober 1889 den Betrieb übernahm.
Joseph Hebmüller führte sein Unternehmen als handwerklichen Familienbetrieb mit anfangs etwa zehn, in den folgenden Jahren bis zu 20 Mitarbeitern. Einer der Gesellen war auf seiner Wanderschaft Friedrich Ebert, der spätere Reichspräsident. Hebmüller und seine Frau Elisabeth geb. Fischbacher (* 10. Oktober 1867; † 7. Oktober 1948) hatten vier Söhne, die entsprechend den betrieblichen Erfordernissen ausgebildet wurden. Sie wurden Stellmacher, Wagenschmied und Sattler, und einer erhielt eine kaufmännische Ausbildung.

### Beginn einer neuen Ära

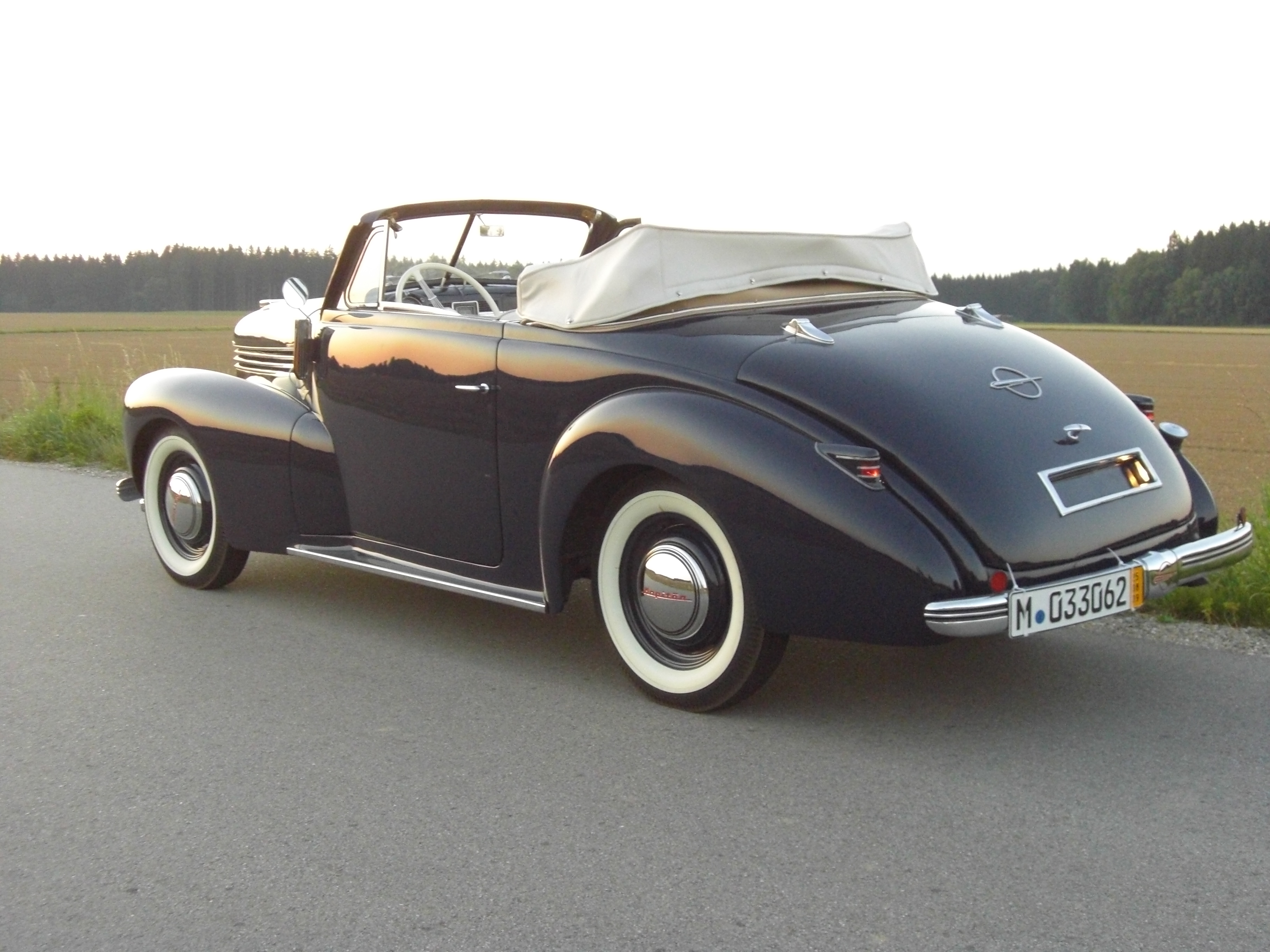
Opel Kapitän Hebmüller von 1940, von denen nur zwei verblieben sind

Nach dem Tod des Firmengründers 1919 intensivierten die Söhne die Herstellung von Automobil-Karosserien, die kurz zuvor begonnen hatte. Sie entwarfen und bauten Karosserien, unter anderem eine Limousine für ein Fiat-Fahrgestell und einen Lieferwagenaufbau für das Ford-T-Modell. Die wirtschaftliche Lage entwickelte sich positiv, sodass sie in Wülfrath 1924 das Werk II und 1936 das Werk III eröffnen konnten.
Das Werk II übernahmen die Gebrüder Hebmüller von dem in finanzielle Schwierigkeiten geratenen Automobilhersteller Wilhelm Körting, für den sie Karosserien gebaut hatten. Wegen des geringeren Lohnniveaus in Wülfrath wurde dieses Werk die Hauptfabrikationsstätte, während in Barmen Reparaturen ausgeführt wurden. Aufträge kamen in den 1920er-Jahren unter anderem von Austro-Daimler in Wien, F. N. in Belgien und Dürkopp in Bielefeld, die die Chassis anlieferten, auf denen Hebmüller hochwertige Aufbauten fertigte, entweder als Einzelstücke oder in Kleinserie.
Seit den 1930er-Jahren arbeitete Hebmüller auch für Großserienhersteller wie Ford und Opel, die ihre Cabriolets und offenen Sportwagen zum Teil in Wülfrath bauen ließen.

### Das VW-Hebmüller-Cabriolet

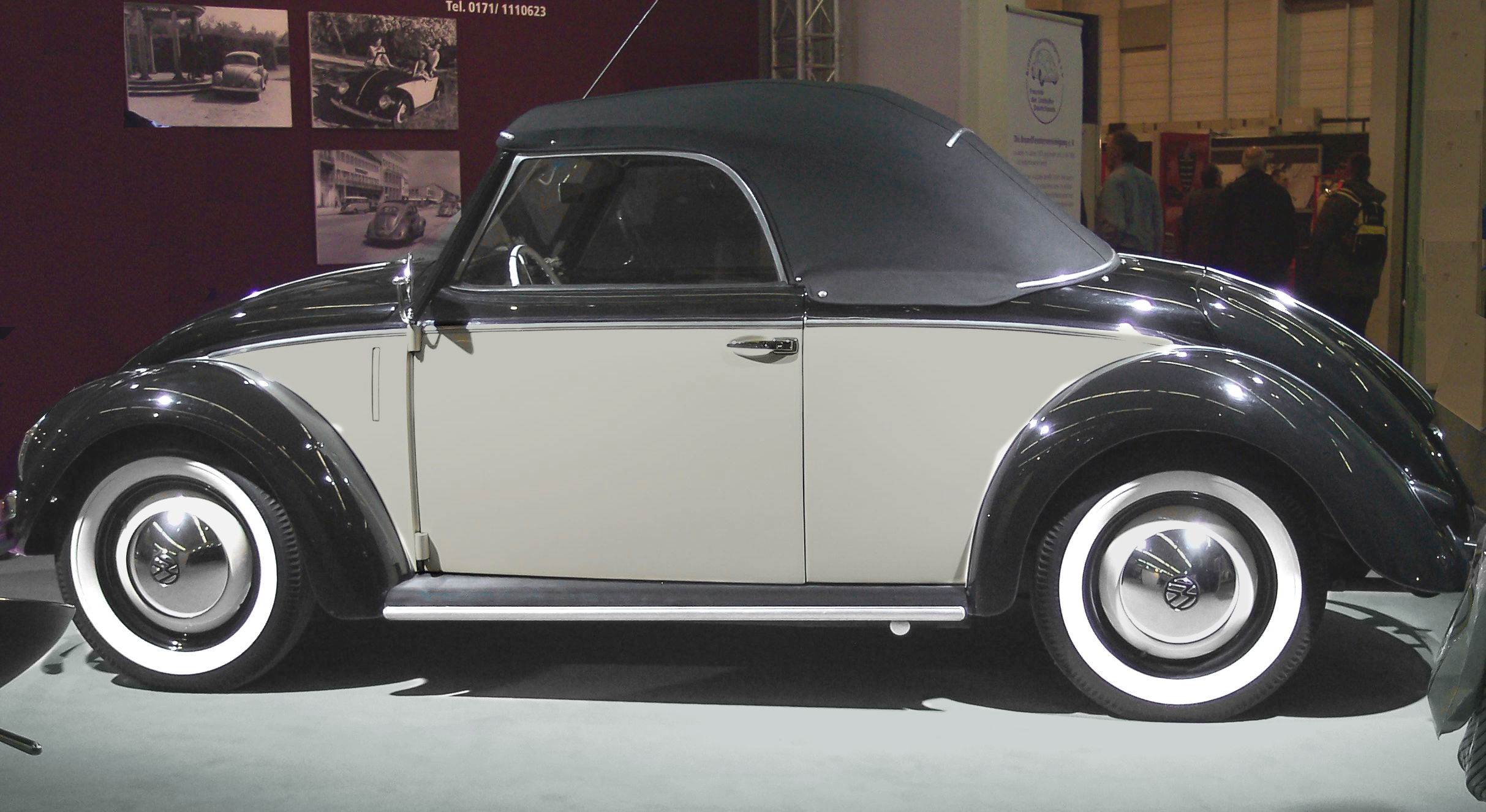
Das VW-Hebmüller-Cabriolet im Profil

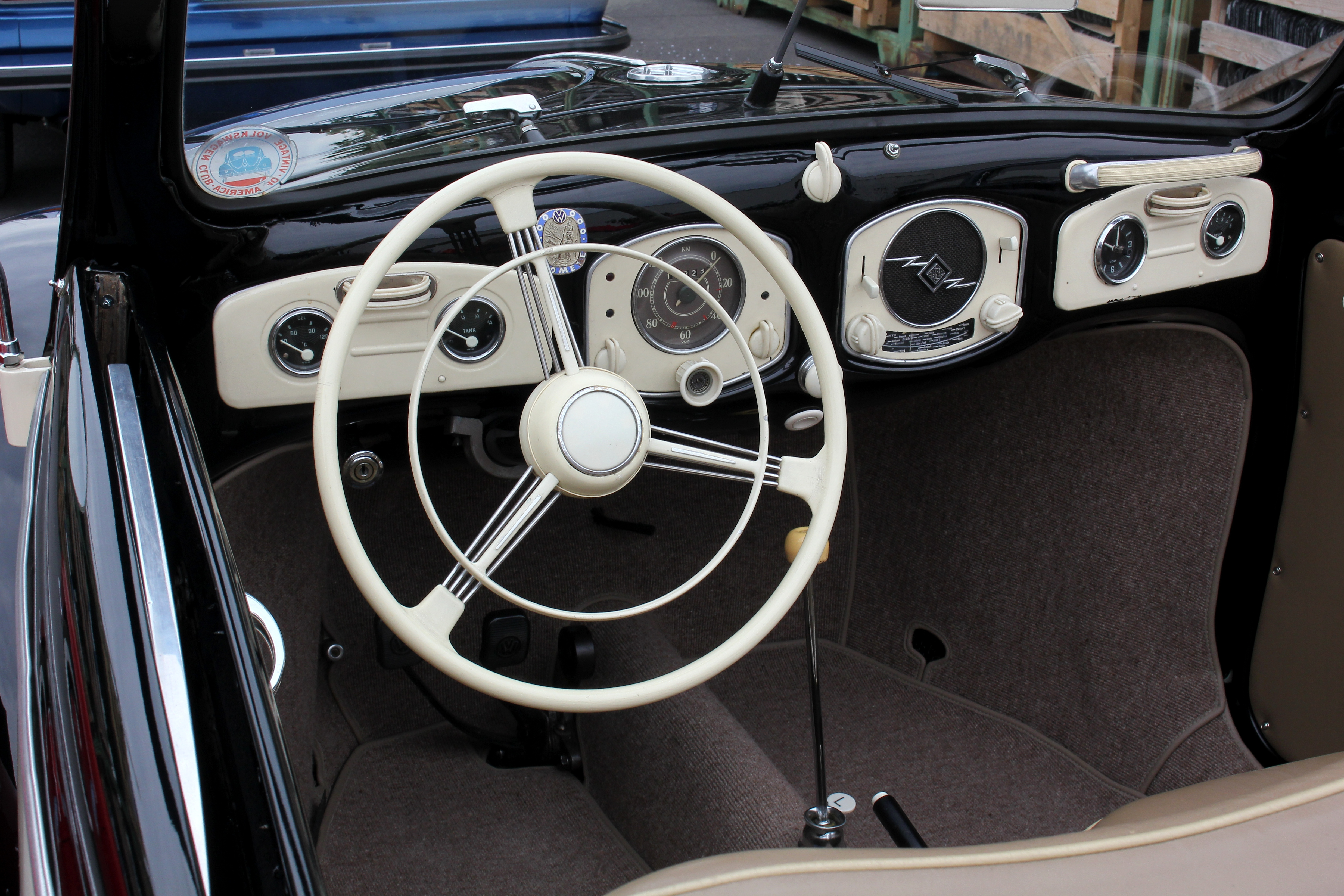
Innenraum des 2+2-Sitzers

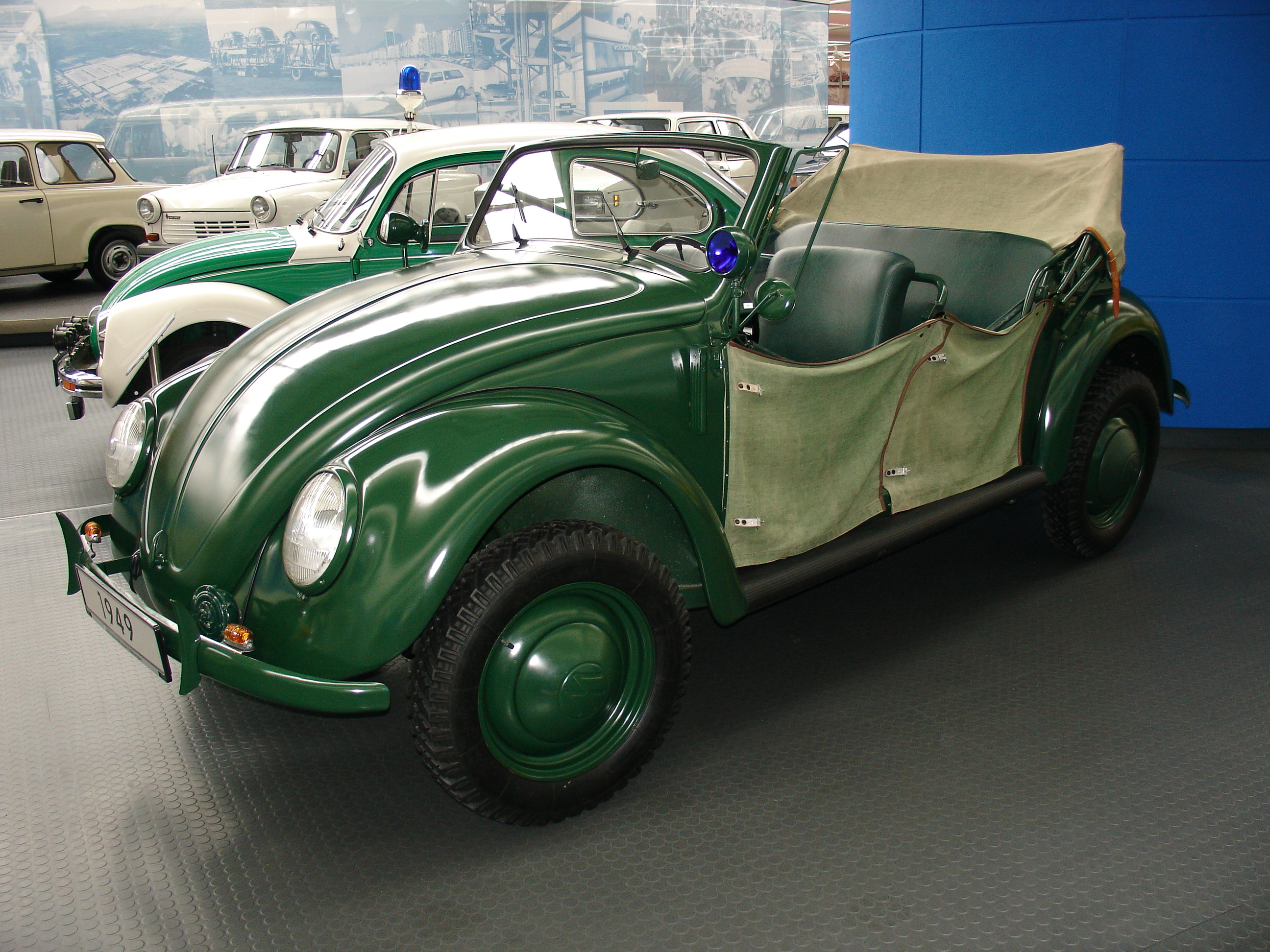
VW Polizeicabriolet

Das wahrscheinlich bekannteste Produkt von Hebmüller war ein zweisitziges Cabriolet auf der Plattform des VW Typ 1, von dem 2009 noch 136 Exemplare existierten. Weniger bekannt ist das offene viersitzige Polizei-Einsatzfahrzeug, das ebenfalls auf der Basis des VW Typ 1 gebaut wurde.
1948 fertigte Hebmüller drei Prototypen des zweisitzigen Cabriolets mit voll versenkbarem Verdeck und einem elegant gewölbten, langgezogenen Heck. Das Volkswagenwerk bestellte 2000 Stück dieses Wagens, dem man trotz des hohen Preises von 7.500,00 DM zu Beginn der Serienproduktion 1949 gute Absatzchancen einräumte. 1950 wurde der Preis auf 6950,00 DM gesenkt. Geliefert wurde das Hebmüller-Cabriolet vorzugsweise in Zweifarbenlackierung schwarz/rot oder schwarz/elfenbein. Zierleisten betonten die gestreckte Linie, und die Innenausstattung entsprach gehobenen Ansprüchen.

### Brandkatastrophe und Vergleich
Statt der geplanten 2000 VW-Cabriolets stellte Hebmüller nur 696 Stück her, da ein Großbrand am 23. Juli 1949 die Produktionsanlagen zerstörte. Der 1951 abgeschlossene Wiederaufbau und die damit einhergehende Modernisierung der Produktionsanlagen überstiegen die Finanzkraft des Unternehmens, denn der finanzielle Gesamtbedarf war durch die Versicherungssumme nicht abgedeckt und die Banken kündigten trotz guter Auftragslage die Kredite. In der Folge verschlechterte sich die wirtschaftliche Situation derart, dass das Unternehmen mit seinen über 700 Mitarbeitern, das auch Cabriolets für Borgward, die Auto Union AG mit ihrer Marke DKW und andere Hersteller baute, im Mai 1952 den Vergleich beantragte und danach den Betrieb einstellte. Aus Restbeständen fertigte das Karosseriewerk Karmann in Osnabrück anschließend noch zwölf oder 14 VW-Hebmüller-Cabrios.
Rund ein Jahr pachteten Vidal & Sohn aus Hamburg-Harburg das Werk, das danach an Ford verkauft wurde.

## Das VW-Hebmüller-Cabriolet als Oldtimer
Das VW-Hebmüller-Cabriolet ist heute ein gesuchtes Fahrzeug, das auf dem Oldtimermarkt deutlich höhere Preise erzielt als die Standard-Versionen des Käfers. Im Jahr 2010 wurden für Hebmüller-Cabriolets in exzellentem Zustand Gebrauchtwagenpreise von über 60.000 Euro notiert, 2023 bereits über 160.000 Euro.